# 學錄
學錄為中國古代文官官職名，在清朝之位階約為正八品。學錄為基層官員編制之一，配置於國子監等官學機構，而從事業務則相當於老師或學校的行政人員。1910年代，清朝滅亡後，該官職廢除。